# Coelotes poweri
Coelotes poweri är en spindelart som beskrevs av Simon 1875. Coelotes poweri ingår i släktet Coelotes och familjen mörkerspindlar.
Artens utbredningsområde är Frankrike. Inga underarter finns listade i Catalogue of Life.